# Lea Kaszas
Lea Kaszas (1983) è una giocatrice di football americano canadese con cittadinanza finlandese, che gioca come quarterback per le Turku Trojans..

## Palmarès
- 1 WFA Alliance Bowl (2014)
- 2 Naisten Vaahteraliiga (2021, 2022)